# Pituophis lineaticollis
Pituophis lineaticollis är en ormart som beskrevs av Cope 1861. Pituophis lineaticollis ingår i släktet Pituophis och familjen snokar. IUCN kategoriserar arten globalt som livskraftig.
Arten förekommer i sydöstra Mexiko samt i Guatemala. Honor lägger ägg.

## Underarter
Arten delas in i följande underarter:
- P. l. gibsoni
- P. l. lineaticollis